# 히라오카 유타
히라오카유타(일본어: 平岡祐太、ひらおかゆうた, 1984년 9월 1일 ~ )는 일본의 배우이다.
히로시마현 히로시마시 출생. 야마구치현 쿠가 군 와키정 출신. 아뮤즈 소속.

## 내력
2002년, 《제15회 쥬논 수퍼 보이 콘테스트》에서 그랑프리를 수상, 엔트리 No.5.
2003년, 드라마 《라이온 선생님》으로 배우 데뷔.
2004년, 영화 《스윙 걸즈》로 제28회 일본 아카데미상 신인 배우상 수상.

## 인물
- 뮤지션이 되고 싶어 고교 3학년 때 상경[1].

## 출연

### 드라마
- 라이온 선생님 (2003년 10월 ~ 12월, 요미우리 TV) - 오리하라 켄지 역
- 메다카 (2004년 10월 ~ 12월, 후지 TV) - 타카스기 준페이 역
- P&G 팬틴 드라마 스페셜 〈소리 없는 푸른 하늘〉 (2005년, 후지 TV) - 카도와키 타카시 역
- 도쿄 프렌즈 (2005년 3월) - 타나카 히데토시 역[2]
- 디비전 1 스테이지 12 〈정삼각형의 정의〉 (2005년 4월 ~ 5월, 후지 TV) - 야나기 아키오 역
- WATER BOYS 2005 여름 (2005년 8월, 후지 TV) - 나카오 사토루 역
- 위험한 아네키 (2005년 10월 ~ 12월, 후지 TV) - 나카무라 타쿠미 역
- 정말로 있었던 무서운 이야기 여름 특별편 2006 〈이상한 시간〉 (2006년 8월 22일, 후지 TV) - 주연·시라토리 다이고 역
- 메시지~전설의 CM 디렉터·스기야마 토시~ (2006년 8월 28일, 마이니치 방송·TBS) - 스기야마 덴메이 역
- 숨겨진 태엽장치 (2006년 9월 14일, TBS) - 쿠리모토 유스케 역
- 단 하나의 사랑 (2006년 10월 ~ 12월, 닛폰 TV) - 오오사와 아유타 역
- 도쿄 타워~엄마와 나와, 때때로, 아빠~ (2007년 1월 ~ 3월, 후지 TV) - 나루사와 하지메 역
- 사랑의 유형지 (2007년 3월 20일 ~ 21일, 닛폰 TV) - 타니와키 타카시 역
- 프로포즈 대작전 (2007년 4월 ~ 6월, 후지 TV) - 에노키도 미키오 역
- 퍼스트 키스 (2007년 7월 ~ 9월, 후지 TV) - 유키 아키오 역
- 정말 좋아!! (2008년 1월 ~ 3월, TBS) - 후쿠하라 렌 역
- 프로포즈 대작전 SP (2008년 3월 25일, 후지 TV) - 에노키도 미키오 역
- 아베레이지 (2008년 3월 29일, 후지 TV) - 바텐더 역
- 기적의 동물원 2008~아사히야마 동물원 이야기~ (2008년 5월 16일, 후지 TV) - 키타지마 역
- 몬스터 페어런트 (2008년 7월 ~ 9월, 칸사이 TV) - 모치즈키 미치오 역
- 기묘한 이야기 '08 가을 특별편 〈행렬이 생기는 형사〉 (2008년 9월 23일, 후지 TV) - 주연·스즈키 마사츠구 역
- 아베레이지 2 (2008년 10월 10일, 후지 TV) - 바텐더 역
- the 파도타기 레스토랑 (2008년 11월 1일 ~ 9일, 닛폰 TV) - 타카아키 역
- 이나가키 고로의 킨다이치 코스케 악마의 공놀이 노래 (2009년 1월 5일, 후지 TV) - 아오이케 카나오 역
- 키이나~불가능 범죄 수사관~ (2009년 1월 ~ 3월, 닛폰 TV) - 야마자키 타케루 역
- 갓 핸드 테루 (2009년 4월 ~ 5월, TBS) - 주연·마히가시 테루 역
- 일하는 곤! (2009년 9월 23일, 닛폰 TV) - 무라니시 준 역
- 드라마 W 〈일단 추정〉 (2009년 12월 20일, WOWOW)
- 피는 이 꽃 (2010년 1월 ~ 3월, NHK) - 신도 유라 역
- 대하드라마 료마전 (2010년 1월 ~ 12월, NHK) - 무츠 요노스케 역
- Oh! my PROPOSE (2010년 6월 ~ 9월, GyaO!) - 시마다 유사쿠[3]
- LADY~최후의 범죄 프로파일~ (2011년 1월 ~ 3월, TBS) - 신보리 케이스케 역
- 월요 골든 〈내부 조사관·미즈히라 나오의 보고서〉 (2011년 1월 17일, TBS) - 하마다 타카시 역
- 내가 연애할 수 없는 이유 (2011년 10월 ~ 12월, 후지 TV) - 야마모토 타다시 역
- 드라마 스페셜 〈노히메〉 (2012년 3월 17일, TV 아사히) - 오다 노부유키 역
- 미래일기-ANOTHER:WORLD- (2012년 4월 ~ 6월, 후지 TV) - 오쿠다 요스케 역
- ATARU CASE4·10 (2012년 5월 6일·6월 17일, TBS) - 키미하라 타쿠로 역
- 히가시노 케이고 미스터리즈 제7화 〈하얀 흉기〉 (2012년 8월 23일, 후지 TV) - 모리타 코토부키 역
- 정성을 다해 요리첩 (2012년 9월 22일, TV 아사히) - 나가타 겐사이 역
- 어부의 아내가 되는 날~토바·토시지마 파라다이스~ (2012년 9월 30일, NHK BS 프리미엄) - 나루미 히사시 역
- 특수 최전선 2012 (2012년 10월 1일, 패밀리 극장) - 주연·토모타카 요스케 역
- TOKYO 에어포트~도쿄 공항 관제 보안부~ (2012년 10월 ~ 12월, 후지 TV) - 모토카미 케이스케 역
- GTO 정월 스페셜 (2013년 1월 2일, 칸사이 TV) - 사나다 카즈유키 역
- 스트로베리 나이트 애프터 더 인비저블 레인 〈추정 유죄 / 프로바블리 길티〉 (2013년 1월 26일, 후지 TV) - 츠지우치 마사토 역
- 2밤 연속 드라마 스페셜 〈가장 먼 은하〉 (2013년 2월 2일 ~ 3일, TV 아사히) - 요이치 역
- 뱀파이어 헤븐 (2013년 4월 ~ 6월, TV 도쿄) - 하야토 역
- 토요 와이드 극장 특별 기획 〈스페셜리스트〉 (2013년 5월 18일, TV 아사히) - 호리카와 코헤이 역
- 아사키유메미시~야채가게 오시치 이야기 (2013년 9월 ~ 11월, NHK) - 칸조 역
- 안도로이도~A.I.Knows LOVE?~ (2013년 10월 ~ 12월, TBS) - 카도시로 하지메 역
- 토요 와이드 극장 특별 기획 〈스페셜리스트 2〉 (2014년 3월 8일, TV 아사히) - 호리카와 코헤이 역
- 정성을 다해 요리첩 2 (2014년 6월 8일, TV 아사히) - 나가타 겐사이 역
- 하나사키 마이가 가만히 있지 않아 제9 ~ 최종화 (2014년 6월 11일 ~ 18일, 닛폰 TV) - 이타미 세이치로 역
- 가족 사냥 (2014년 7월 ~ 9월, TBS) - 시이무라 에이사쿠 역
- 타임 스파이럴 (2014년 9월 ~ 10월, NHK BS 프리미엄) - 유키 켄타로 역
- 디어 시스터 (2014년 10월 ~ 12월, 후지 TV) - 요시무라 타츠야 역
- 매칭 러브 (2014년 12월 24일, TBS) - 이와사와 류타로 역
- 토요 와이드 극장 특별 기획 〈스페셜리스트 3〉 (2015년 2월 28일, TV 아사히) - 호리카와 코헤이 역
- 야메고쿠~야쿠자 그만두겠습니다~ 제9화 (2015년 6월 11일, TBS) - 마루하시 역 (우정 출연)
- 테디 고! (2015년 10월, 후지 TV) - 후유노 역
- 토요 와이드 극장 특별 기획 〈스페셜리스트 4〉 (2015년 12월 12일, TV 아사히) - 호리카와 코헤이 역
- 스페셜리스트 (2016년 1월 ~ 3월, TV 아사히) - 호리카와 코헤이 역
- 하야코 선생님, 결혼한다니 정말인가요? 제7화 (2016년 6월 2일, 후지 TV) - 카가와 유스케 역
- 연속 TV 소설 벳핀상 (2016년 10월 ~ 2017년 4월, NHK) - 무라타 쇼이치 역

### 영화
- 스윙 걸즈 (2004년, 토호) - 나카무라 유타 역
- 지금, 만나러 갑니다 (2004년, 토호) - 아이오 유지 역
- NANA (2005년, 토호) - 엔도 쇼지 역
- 언젠가 저편으로 (2005년) - 주연·아키 역
- 체케랏쵸!! (2006년, 토호) - 타마키 테츠오 역
- TRICK 극장판 2 (2006년, 토호) - 아오누마 카즈히코 역
- 도쿄 프렌즈 The Movie (2006년, 쇼치쿠) - 타나카 히데토시 역
- 7월 24일 거리의 크리스마스 (2006년, 토호) - 왕자님 제5위 역 (카메오 출연)
- 나는 여동생을 사랑한다 (2007년, 쇼게이트) - 야노 하루카 역
- 행복한 식탁 (2007년, 쇼치쿠) - 나카하라 역
- Presents 성게 전병 (2007년, 앳 무비) - 타카노 역
- 스바루 (2009년, 워너 브라더스 영화) - 코헤이 역
- 한여름의 오리온 (2009년, 토호) - 츠보타 마코토 역
- NECK (2010년, 아스믹 에이스) - 에치젠 마타로 역
- 해피 해피 브레드 (2012년, 아스믹 에이스) - 야마시타 토키오 역
- 이로도리, 인생 2막 (2012년, 쇼게이트) - 에다 하루히코 역
- 키즈 리턴 재회의 시간 (2013년, 오피스 키타노/도쿄 테아트르) - 주연·타카기 신지 역
- 사랑과 음치의 방정식 (2014년, 티 조이) - 오가와 카즈유키 역
- 연 (에니시) ~THE BRIDE OF IZUMO~ (2016년, OSMAND 엔터테인먼트/트리플 업) - 나카무라 카즈노리 역
- L -엘- (2016년, 토호 영상 사업부)
- 기괴도 (2023년, 토에이) - 야마모토 하루키 역

### PV
- Mr.Children 〈미래〉 (2005년)
- Ms.OOJA 〈30〉 (2013년)[4][5]